# هانز يواكيم بريميرمان
هانز خواكيم بريميرمان (1926 – 1996) عالم رياضيات وفيزيائي حيوي أمريكي ألماني. عمل في مجال علوم الحاسوب علم التطور ، وقدم أفكارًا حول كيفية توليد التزاوج لتراكيب جينية جديدة. يُطلق عليها "حد بريمرمان" نسبة إلى اسمه، هو أقصى سرعة حسابية أقصى سرعة حسابية يمكن أن تحققها نظام مكتفٍ ذاتيًا في الكون المادي.

## الحياة المبكرة
وُلد بريمرمان في بريمن، ألمانيا، لأبويه برنارد بريمرمان وبيرتا فيكه.. 
أجرى بريمرمان دراساته للدكتوراه في جامعة مونستر وأتم مؤهل امتحان الدولة الألماني في الرياضيات والفيزياء عام 1951. في نفس العام، نُشرت أطروحته للدكتوراه بعنوان Die Charakterisierung von Regularitätsgebieten durch pseudokonvexe Funktionen (تمييز مناطق الانتظام من خلال الدوال شبه المحدبة)، والتي حلّ فيها حالة خاصة من مسألة ليفي. وقد أصبح فيما بعد متخصصًا في التحليل العقدي.

## الحياة المهنية
انتقل بريمرمان إلى الولايات المتحدة عام 1952 وشغل منصب باحث مساعد في جامعة ستانفورد. وفي عام 1953، عُيّن باحثًا زميلًا في جامعة هارفاردثم عاد إلى مونستر في الفترة بين 1954 و1955. 
وبعد عودته إلى الولايات المتحدة، عمل باحثًا في الرياضيات في معهد الدراسات المتقدمة في برينستون (1955-1957)، ثم عُيّن أستاذًا مساعدًا في جامعة واشنطن، سياتل (1957-1958). ثم أمضى عامًا آخر في البحث في جامعة برينستون (1958-1959)، هذه المرة في مجال الفيزياء. 
في عام 1959، عُيّن بريمرمان أستاذًا مساعدًا في الرياضيات بجامعة كاليفورنيا في بيركلي، وظل هناك طوال حياته المهنية، حيث ترقّى إلى رتبة بروفيسور متفرغ في عام 1966، وقد تولى مناصب في بيركلي في مجالي الرياضيات والفيزياء الحيوية.  بحلول ستينيات القرن العشرين، تحول اهتمامه البحثي إلى نظرية الحساب وبيولوجيا التطور، ودرس فيها نظرية التعقيد، وخوارزميات البحث الجيني، وتقنيات التعرف على الأنماط.
في عام 1978، قدّم بريمرمان سلسلة محاضرات بعنوان "ماذا يفعل الفيزيائيون" في جامعة ولاية سونوما، تناول فيها الحدود الفيزيائية للفهم الرياضي للأنظمة الفيزيائية والبيولوجية.  واصل بريمرمان عمله في مجال البيولوجيا الرياضية خلال ثمانينيات القرن العشرين، حيث طوّر نماذج رياضية تتعلق بالطفيليات والأمراض، والشبكات العصبية،ووبائيات ومرض الإيدز. وقد تقاعد من جامعة كاليفورنيا في عام 1991. 

## الحياة الشخصية
في 16 مايو 1954، تزوّج بريمرمان من ماريا إيزابيل لوبيز بيريز-أوخيدا، وهي باحثة في الآداب واللغات الرومانسية. 

## إرث
ذكره راسل أندرسون في إحدى كتاباته:
واصل [بريمرمان] تطوير النمذجة الرياضية كأداة لفهم الأنظمة المعقدة، لا سيما البيولوجية منها، طوال حياته، فتميزت مسيرته الفكرية ببصيرة ثاقبة ورؤية مستقبلية. [...] لا يُذكر هانز بريمرمان فقط لعبقريته، بل أيضًا لحُسن خلقه، وسخائه، وشجاعته، ونزاهته، وتواضعه، ومحبتِه. 
في عام 1995، نُشر كتاب تكريمي (festschrift) يحتوي على سيرة ذاتية موجزة و13 ورقة علمية من طلابه وزملائه السابقين في عدد خاص من مجلة BioSystems . 